# Antonio Cerruti
Antonio Cerruti (Borgo Ticino, 13 marzo 1506 – ...) è stato un poeta italiano.

## Biografia
Nacque nel primo decennio del XVI secolo. Di famiglia non agiata, ma di intelligenza brillante, poté essere avviato agli studi probabilmente solo grazie alla generosità altrui. Entrò in seminario diventando sacerdote. 
Subì numerose disavventure, che ricorda nei suoi carmi, tutti scritti in lingua latina: dal saccheggio ripetuto della casa, all'attentato alla vita sua e dei suoi familiari. La necessità e la sfortuna lo portarono a peregrinare qua e là per le corti e le città italiane, dove non pochi riconobbero il suo ingegno (proprio la poesia gli valse l'amicizia o la simpatia di letterati illustri come Paolo Giovio, Ludovico Dolce e Pietro Aretino). 
Fu a Roma al servizio di Alessandro Farnese; in Corsica con Pier Francesco Pallavicino, vescovo di Aleria; a Novara come arciprete della cattedrale e a Venezia come viaggiatore ed amico di letterati. Nel 1552 ottenne la cittadinanza milanese da Carlo V.  Negli ultimi anni della vita ritornò ancora a Roma. Morì presso le terme di Viterbo in data non precisabile.
Tra le sue opere sono oggi reperibili nelle biblioteche italiane le due raccolte poetiche Carminum, poesie religiose e civili, libro pubblicato a Venezia nel 1550; e Lusus, poesie biografiche ed amorose, volume edito a Milano nel 1552.
Il comune di Borgo Ticino gli ha dedicato nel 1990 la piazza che si trova di fronte alle scuole elementari. Suoi poemi sono state tradotti in italiano da Eleonora Bellini e pubblicati nei Quaderni del Premio omonimo, promosso dal Comune di Borgo Ticino e in altri periodici storico letterari.